# Alessandro Trivulzio

Stemma base della famiglia Trivulzio

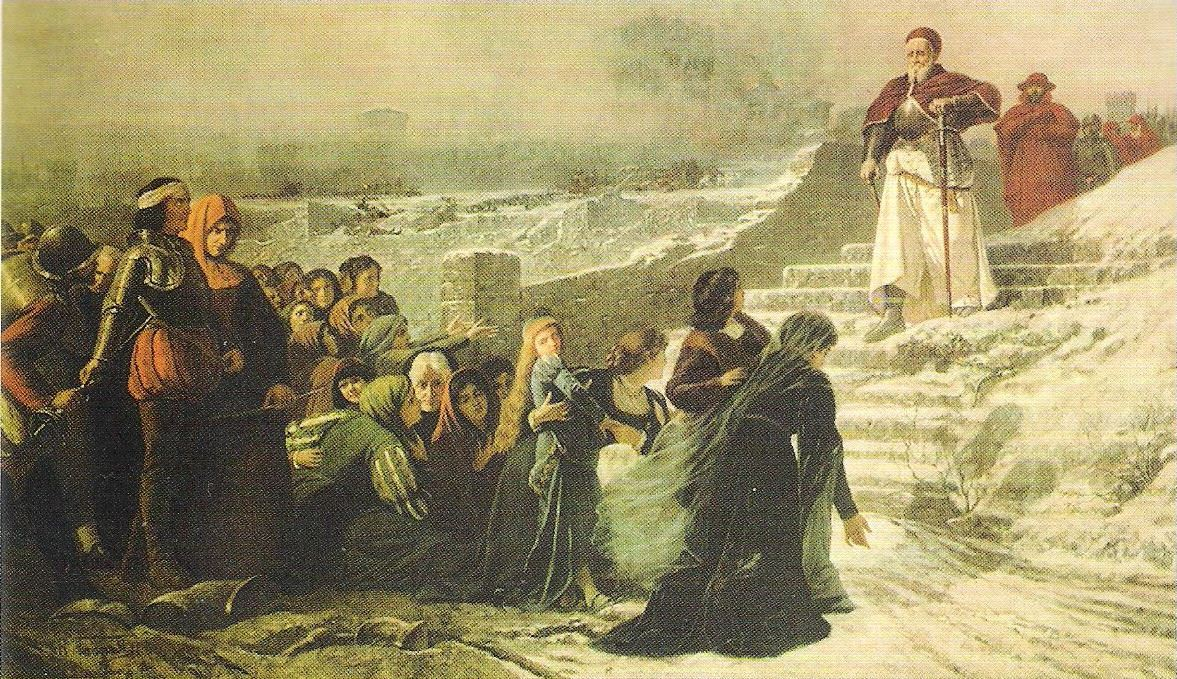
La resa di Mirandola a papa Giulio II

Alessandro Trivulzio (Milano, ... – Parma, giugno 1521) è stato un condottiero italiano, fu conte di Melzo e Musocco.

## Biografia
Era figlio del conte Gian Fermo Trivulzio e di Margherita Valperga e visse alcuni anni alla corte di Guidobaldo da Montefeltro, duca di Urbino.
Fu al servizio della Francia che, dopo aver conquistato nel 1499 il Ducato di Milano, lo elesse governatore di Piacenza. Nel 1503 passò al servizio del Regno di Napoli. Nel 1510 lo zio Gian Giacomo Trivulzio lo inviò a Mirandola, assediata da papa Giulio II: Alessandro fu costretto alla resa. Nel 1515 venne creato senatore da Luigi XII di Francia e insignito dell'Ordine di San Michele. Nel maggio 1520 fu a Mantova, per convincere il marchese Federico II Gonzaga ad allearsi con i francesi. Nel 1521 la lega promossa da papa Leone X contro i francesi portò all'occupazione di Reggio. Alessandro, al comando della sua compagnia al seguito di Thomas de Foix-Lescun, tentò di entrare con la forza nella città ma venne colpito da un colpo di archibugio. Fu soccorso e portato a Parma, dove morì.

## Discendenza
Alessandro sposò Ludovica Gallerati. Senza discendenza.